# میکل لویناز
میکل لویناز (انگلیسی: Mikel Loinaz؛ زادهٔ ۲۸ مارس ۱۹۶۷) بازیکن سابق فوتبال است که در پست مهاجم بازی می‌کرد. او در ۶ فصل در ۴۸ بازی لا لیگا برای رئال سوسیداد حضور داشت و ۱۲ گل به ثمر رساند.